# Elliot Rodger
Elliot Oliver Robertson Rodger, född 24 juli 1991 i stadsdelen Lambeth i södra London, död 23 maj 2014 i Isla Vista i Kalifornien, var en brittisk-amerikansk förövare som orsakade mordmassakern i Isla Vista. Han hade en YouTube-kanal, där han bland annat delade med sig av sin frustration över att vara oskuld, samt att han skulle "bestraffa" de tjejer och kvinnor, som gång på gång avvisade honom, och som inte såg honom som attraktiv.

## Biografi
Elliot Rodger, som var son till den brittiske filmskaparen Peter Rodger och hans första hustru Malayskinesiskan Ong Li Chin, föddes i London, och flyttade därefter till Sussex, där han hade en lycklig barndom. Han var halvasiatisk och storebror till Georgia Rodger född 1995 och Jazz Rodger född 2005.  Han och hans familj flyttade till USA och Los Angeles-området Woodland Hills i Kalifornien, när han var fem år gammal. Hans föräldrar skilde sig när han var sju år gammal. Då hans pappa hade träffat en ny kvinna vid namn Soumaya Akaaboune, som var en skådespelerska som spela i bland annat Green Zone tillsammans med den kända skådespelaren Matt Damon. Trots sin lyckliga barndom hade han också visa problem med bland annat sin styvmor. Hon var ganska sträng och elak mot Elliot enligt han själv, men egentligen visade sig att hans mamma Li Chin och Soumaya hade konflikter mellan varandra i hemlighet. Då Li Chin övertalade Elliot konstiga saker som att han inte skulle lyssna på Soumaya en enda gång. Det visade sig att Soumaya ville göra allt för att hjälpa Elliot och få han att må bra, trots väldigt många misslyckanden. Han fick också väldigt stora sociala problem ifrån barndomen och framåt, då han blev bara blygare och blygare ju äldre han blev. När han blev 14 och började på High School, blev han också mobbad för att ha varit kortväxt vilket ledde till att han fick byta skola 2 gånger. Han fick gå på väldigt många möten med psykiatrin där han fick mediciner att ta mot sin psykiska ohälsa, men även att han enligt visa källor fick en autism liknande diagnos. 
På grund av sina stora sociala problem, hamna han inte bara i bråk med sin styvmamma, utan också börja att hata sina syskon, bråka med sina vänner och framför allt få för sig att göra konstiga saker i väntan på att få en flickvän. Som bland annat att försöka vinna på lotteriet, vilket han misslyckades med tusentals gånger. Till slut ville han delta i en college fest som engagerades i Isla Vista som han studerade i, där skulle han dricka lite alkohol och bara ignorera hela omgivningen i hopp om att han skulle få en tjej att vilja bli tillsammans och ha sex med honom. Han misslyckades dock, och blev så arg att han ville provocera flera tjejer som stod i en balkong tillsammans med honom. Med att låtsas att han sköt med en pistol, i hopp om att tjejerna skulle hoppa ner ifrån balkongen för att dö, men istället var det ett gäng killar som kasta ut honom ifrån balkongen. Vilket gjorde att han bröt sina båda fotleder, och då ville han ”hämnas” enligt han på alla tjejer för att de inte ville ha honom, och på alla killar för att de tog de tjejer han ville ha ifrån honom. Trots att han själv aldrig ville gå fram och börja prata med folk för att försöka lära känna de runt om i sin college. Efter ett års planerade ville han starta sin massaker mot alla som enligt han ”stod” i hans väg. 
Den 23 maj 2014 påbörjade Elliot Rodger sin tidigare planerade mordmassaker, genom att knivhugga de tjugo år gamla männen Weihan "David" Wang och Cheng Yuan "James" Hong, samt deras nitton år gamla vän George Chen. De två förstnämnda männen var rumskamrater  till honom på Santa Barbara City College. Cirka två timmar efter att han hade mördat de tre männen satte han sig i bilen och körde till elevföreningshemmet Alpha Phi, där han sköt två unga kvinnor (Veronika Weiss och Katherine Cooper) som
kom ifrån den andra elevföreningshemmet Delta Delta Delta, till döds. Han sköt även en annan (Bianca De Kock) ung kvinna på platsen, men hon överlevde. Han körde därefter förbi den närliggande delikatessbutiken IV Deli Mart, där han sköt den tjugo år gamle Christopher Michael-Martinez till döds. Därefter körde Rodger omkring i centrala Isla Vista, där han både sköt och skadade flera förbigående personer, han körde även på en del personer med sin bil. Han hittades strax därefter död i sin bil av polisen, med en självförvållad skottskada i huvudet. Sedan dess blev ordet 
”Incel” väldigt känt runt om i hela världen, men även att han blev hyllad sin som en hjälte av hela Incelrörelsen. Han var också god vän med framtida massmördarna Chris Harper Mercer och Alek Minassian. 